# Babia
Babia – wieś w Polsce położona w województwie wielkopolskim, w powiecie konińskim, w gminie Rzgów.